# Dyanne Bito
Dyanne Mary Christine Bito (Curaçao, 10 augustus 1981) is een Nederlandse voormalig voetbalster die als verdediger speelde.

## Carrière
Bito speelde van 1994 tot 1998 bij SV Geel Wit '20 en daarna bij het Haarlemse TYBB. Vervolgens kwam ze bij het Amsterdamse Wartburgia in de hoofdklasse voor vrouwenvoetbal in Nederland. Op 12 oktober 2000 werd ze voor het eerst opgeroepen voor het Nederlands elftal. In 2004 maakte ze de overstap naar het Duitse FFC Heike Rheine, dat op dat moment uitkomt in de Bundesliga. Bito speelde op dat moment al op het middenveld. Later werd Bito nog omgeschoold tot verdedigster. Ze speelde drie jaar bij de Duitse club en vertrok in de zomer van 2007 naar ADO Den Haag om mee te doen in de nieuw opgerichte Eredivisie voor vrouwen. Na een jaar maakte ze de overstap naar landskampioen AZ, waarmee ze in 2009 de landstitel won.
In de zomer van 2009 nam ze met het Nederlands elftal deel aan het EK. Ze speelde alle wedstrijden en bereikte uiteindelijk de halve finale met Nederland.
In seizoen 2010/11 speelde ze haar laatste seizoen bij AZ, dat besloot te stoppen met de vrouwentak. In de laatste wedstrijd van het seizoen werd de KNVB beker gewonnen. Daarna stapte ze over naar SC Telstar VVNH.
In de zomer van 2015 stopte zij met voetballen. Zij speelde 146 interlands namens Oranje, waarin ze zes keer trefzeker was. In maart 2016 werd ze door de KNVB onderscheiden als bondsridder.

## Statistieken
| Seizoen | Club             | Land      | Competitie  | Wedstrijden | Doelpunten |
| ------- | ---------------- | --------- | ----------- | ----------- | ---------- |
| 2000/01 | Wartburgia       | Nederland | hoofdklasse | -           | -          |
| 2001/02 | Wartburgia       | Nederland | hoofdklasse | -           | -          |
| 2002/03 | Wartburgia       | Nederland | hoofdklasse | -           | -          |
| 2003/04 | Wartburgia       | Nederland | hoofdklasse | -           | -          |
| 2004/05 | FFC Heike Rheine | Duitsland | Bundesliga  | 19          | 12         |
| 2005/06 | FFC Heike Rheine | Duitsland | Bundesliga  | 22          | 12         |
| 2006/07 | FFC Heike Rheine | Duitsland | Bundesliga  | 22          | 6          |
| 2007/08 | ADO Den Haag     | Nederland | Eredivisie  | 16          | 3          |
| 2008/09 | AZ               | Nederland | Eredivisie  | 24          | 2          |
| 2009/10 | AZ               | Nederland | Eredivisie  | 20          | 0          |
| 2010/11 | AZ               | Nederland | Eredivisie  | 21          | 1          |
| 2011/12 | Telstar          | Nederland | Eredivisie  | 14          | 0          |
| 2012/13 | Telstar          | Nederland | Eredivisie  | 19          | 3          |
| 2013/14 | Telstar          | Nederland | Eredivisie  | 27          | 1          |
| 2014/15 | Telstar          | Nederland | Eredivisie  | 24          | 1          |

Laatste update 3 juli 2015
| Interlandgoals | Interlandgoals   | Interlandgoals                                      | Interlandgoals | Interlandgoals | Interlandgoals | Interlandgoals    |
| -------------- | ---------------- | --------------------------------------------------- | -------------- | -------------- | -------------- | ----------------- |
|                |                  |                                                     |                |                |                |                   |
| Goal           | Datum            | Locatie                                             | Tegenstander   | Score          | Uitslag        | Competitie        |
| 1.             | 20 maart 2001    | Gemeentelijk Stadion, Kontich, België               | België         | 4–0            | 4–0            | Vriendschappelijk |
| 2.             | 8 mei 2001       | West Lothian Courier Stadium, Livingston, Schotland | Schotland      | 4–0            | 4–0            | Vriendschappelijk |
| 3.             | 9 oktober 2001   | Gemeentelijk Stadion, Kontich, België               | België         | 3–2            | 5–2            | Vriendschappelijk |
| 4.             | 27 november 2002 | Sportpark Rijsoord, Ridderkerk, Nederland           | België         | 4–0            | 4–0            | Vriendschappelijk |
| 5.             | 17 december 2002 | Estádio Capitão Josino Costa, Lagoa, Portugal       | Portugal       | 2–1            | 2–1            | Vriendschappelijk |
| 6.             | 9 februari 2013  | Regenboogstadion, Waregem, België                   | België         | 1–1            | 3–2            | Vriendschappelijk |